# Дудченко Андрій Володимирович
Андрій Володимирович Дудченко (3 листопада 1976) - протоієрей ПЦУ, богослов, публіцист, клірик Спасо-Преображенського собору в Києві, викладач в Київській Православній богословській академії ПЦУ. День Ангела 30 листопада.

## Життєпис
Андрій Дудченко народився в місті Красний Луч (нині Кришталеве) Луганської обл. в родині вчителів. У 1993 році закінчив із золотою медаллю середню загальноосвітню школу №3 міста Красний Луч. У 1997 році закінчив Київську духовну семінарію за І розрядом.
1 листопада 1997 року з благословення Предстоятеля Української Православної Церкви в Трапезному храмі Києво-Печерської Лаври єпископом Вишгородським Павлом висвячений у сан диякона. Направлений для служіння у храм святителя Михаїла, першого митрополита Київського, що при Центральній клінічній міській лікарні м. Києва.
28 грудня 1997 року Блаженнішим Митрополитом Київським і всієї України Володимиром в Трапезному храмі Києво-Печерської Лаври висвячений у сан священника. Направлений другим священником до храму святителя Михаїла, першого митрополита Київського, з пастирським послухом у храмі святої великомучениці Анастасії Узорішительки у виправній колонії суворого режиму 45/85, що біля смт Буча Київської обл.
У 1999 році Блаженнішим Митрополитом Володимиром нагороджений набедреником, а у 2001 камилавкою, у 2003 наперстним хрестом.
З 1999 року по теперішній час є постійним автором та редактором інтернет-журналу Київська Русь [Архівовано 17 березня 2022 у Wayback Machine.]. 
Цей сайт станом на 2003 рік належав до офіційних інтернет-видань УПЦ-МП. 
Вже як інтернет-журнал УПЦ, сайт згадувався у веб-каталозі 2013 року. 
У 1999-2001 рр. був головним редактором місіонерського журналу “Камо грядеши”, який видавала парафія преподобного Агапіта Печерського в м. Києві.
З лютого 2000 року розпорядженням Блаженнішого Митрополита Володимира призначений настоятелем храма святителя Григорія Богослова в місті Києві. 
2001 року закінчив Київську духовну академію. Дипломну роботу писав на тему “Есхатологічні уяви сучасності та їхнє богословське осмислення“. У 2017 році диплом визнаний Міністерством освіти і науки України як диплом магістра богослов’я.
17 жовтня 2001 року указом Блаженнішого Митрополита Київського і всієї України Володимира переведений штатним священиком до храму преподобного Агапіта Печерського м. Києва.
2001-2002 рр. працював в Православному інформаційно-аналітичному центрі.
2003-2004 рр. працював редактором в православному книжковому видавництві “Пролог”. У 2006-2008 роках працював головним редактором інформаційного порталу Української Православної Церкви Православ'я в Україні та очолював редакцію інтернет-проектів телеканалу “Глас“.
1 вересня 2008 року указом Блаженнішого Митрополита Київського і всієї України Володимира (Сабодана) переведений штатним священиком до храму святого Архістратига Гавриїла, що при телеканалі “Глас”, у місті Києві.
2009 року закінчив Київський національний університет культури і мистецтв та здобув квалифікацію бакалавра книгознавства, бібліотекознавства і бібліографії.
З серпня 2009 року по травень 2010 року працював шеф-редактором телепередачі “Літопис. Відлуння епох” на телеканалі “Глас”.
13 жовтня 2010 року указом Блаженнішого Митрополита Київського і всієї України Володимира переведений штатним священиком до Спасо-Преображенського собору столиці.
До дня Святої Пасхи 2011 року Блаженнішим Митрополитом Київським і всієї України Володимиром возведений у сан протоієрея у 2012 року отримав право носіння хреста з прикрасами, а 31 грудня 2013 року право служіння в митрі.
2017 року закінчив магістратуру Національного педагогічного університету ім. М. П. Драгоманова зі спеціальності “Релігієзнавство”, напрямок підготовки “Соціально-політична етика і теологія”. Захистив дипломну роботу на тему “Літургія і Церква в богослов’ї протопресвітера Олександра Шмемана”. 
Продовжує навчання в аспірантурі НПУ ім. М. П. Драгоманова на кафедрі культурології факультету філософської освіти і науки.
У 2017 році читав курс “Літургійний реалізм” у Відкритому православному університеті Святої Софії-Премудрості. 15 грудня 2018 року, після проведення Об'єднавчого собору Православної Церкви України, увійшов до кліру Православної Церкви України.
З січня 2019 року викладає у Київській православній богословській академії ПЦУ, читає курси історичної літургіки, літургічного богослов'я, історії і теорії нехристиянських релігій. 
У березні 2021 року запропонував вираховувати дату Пасхи за новим стилем.
Одружений з Дудченко Поліною Володимирівною.

## Праці

### Книги
- “Сповідь та Причастя: практичні поради” (Київ: Quo Vadis, 2012; 2-е вид.: Київ: Дух і Літера, 2016)
- “Євхаристія: минуле, сучасне, вічне” (рос. мовою) (Київ: Quo Vadis, 2013; 2-е вид., випр. і доп.: Київ: Quo Vadis, 2018)
- “Божественна літургія з перекладом та поясненнями” (рос. мовою) (Москва: Дар, 2014)
- “Божественна літургія. Путівник” (Київ: Дух і Літера, 2016).
- Автор ідеї і упорядник “Молитовника православних вірян” (Київ: Дух і Літера, 2017).

### Інтернет публікації
- Публікації на сайті православ'я в Україні

## Нагороди
- орден Української Православної Церкви святого великомученика Георгія Побідоносця (03.11.2011);
- Ювілейна медаль “Різдво Христове 2000” ІІІ ст. (07.01.2000).